# Percy Wemel
Percy Ignatius Wemel (22 augustus 1976) is een personage uit de Harry Potterboekenreeks van J.K. Rowling. Hij is een zoon van Arthur en Molly Wemel, een jongere broer van Bill en Charlie, en een oudere broer van Fred, George, Ron, en Ginny. Zijn jongste broer Ron is een goede vriend van Harry Potter en Hermelien Griffel. Percy begon in 1987 op Zweinstein en zat net als alle andere Wemels in Griffoendor.
Wanneer de lezers voor het eerst kennismaken met Percy in het eerste boek is hij Klassenoudste. In het derde boek wordt hij Hoofdmonitor. Percy is een buitenbeentje in de familie en vrij humorloos, en daardoor het favoriete doelwit van Fred en George voor hun practical jokes. Zijn moeder is echter dol op hem, hij is haar favoriet: zij heeft immers nooit zorgen om hem.
Percy heeft een uil, Hermes, vernoemd naar de boodschapper van de goden uit de Griekse mythologie. Percy kreeg Hermes van zijn ouders toen hij Klassenoudste werd.

## Percy's rol in de boeken

### Harry Potter en de Geheime Kamer
In het tweede deel gedraagt Percy zich af en toe een beetje heimelijk. Mogelijk moet dit de lezer doen denken dat hij degene is die de Geheime Kamer heeft geopend. Later wordt bekend dat hij in het geheim een vriendinnetje heeft (Patricia Hazelaar van Ravenklauw). Ginny ontdekt dit geheimpje van Percy als eerste, en daardoor komen ook Harry en de anderen er achter.

### Harry Potter en de Gevangene van Azkaban
In het derde boek zit Percy in zijn laatste jaar op Zweinstein en wordt hij Hoofdmonitor, Fred en George noemen hem plagend "leeghoofdmonitor". In juni 1994 is hij klaar met school, en gaat hij werken op het Ministerie van Toverkunst onder meneer Krenck. Percy is idolaat van meneer Krenck, die nooit ook maar zelfs heeft getracht Percy's naam te onthouden (hij noemde hem "Wezel").

### Harry Potter en de Orde van de Feniks
In het vijfde boek maakte Percy promotie. Hij werd Juniorassistent van de Minister van Toverkunst, Cornelis Droebel. Dit veroorzaakte een persoonlijke en politieke twist met zijn vader Arthur Wemel, die zei dat de Minister van Toverkunst gewoon een spion wilde hebben in de Wemel-familie. Het leidde er uiteindelijk toe dat Percy zijn familie de rug toekeerde. Percy stuurde zelfs zijn kerstcadeaus terug.
Toen Percy hoorde dat Ron Klassenoudste was geworden, stuurde hij hem een brief waarin hij hem aanraadde om de banden met Harry Potter te verbreken. Het Ministerie was ervan overtuigd dat Harry loog over de terugkeer van Heer Voldemort en dus een -potentieel gevaarlijke en agressieve- onruststoker was. Ron kon maar beter loyaal zijn tegenover Dorothea Omber, die door Percy "een vrouw uit duizenden" genoemd wordt. Ron verscheurt echter Percy's brief en gooit de resten in het vuur.

### Harry Potter en de Halfbloed Prins
In het zesde boek bezoekt Percy zijn familie met kerst in een vermeende poging de banden weer te herstellen, maar het bezoek is slechts een tactische zet om ervoor te zorgen dat de nieuwe Minister van Toverkunst Rufus Schobbejak even onder vier ogen met Harry kan praten. Het bezoek eindigt dan ook weer in ruzie: Fred, George en Ginny gooien etensresten in Percy's gezicht en hij vlucht.
Percy woont de begrafenis van Albus Perkamentus bij in gezelschap van leden van het Ministerie, waaronder Dorothea Omber.

### Harry Potter en de Relieken van de Dood
In het zevende boek hebben de Wemels vrijwel geen contact met Percy, en hij komt dan ook niet naar de bruiloft van Bill en Fleur. Maar als de Slag om Zweinstein begint, komt op het laatste moment Percy de Kamer van de Hoge Nood binnen, via café de Zwijnskop. Hij lijkt verbaasd omdat deze hele kamer vol is, en na enkele seconden stilte geeft hij toe dat hij al die tijd arrogant en erg dom was geweest, en hij vraagt of ze hem willen vergeven. Dat lijkt door iedereen als een excuus aanvaard te worden, en zij beginnen de strijd, deze keer mét Percy.
Maar als even later Percy zij aan zij strijdt met zijn broer Fred Wemel, explodeert een groot deel van de gang waar zij vechten, en terwijl Fred nog lacht om Percy's eerste grap sinds jaren, worden ze bedolven onder het puin en komt Fred daarbij om het leven.

## Percy in de films
In de films wordt het personage van Percy gespeeld door Chris Rankin. Het karakter van Percy wordt in de films niet echt uitgediept, hoewel hij zich nogal pompeus gedraagt (Rankin zei later in een interview dat hij de scènes bewust zo "overacted" had gespeeld). Het grootste deel van Percy's rol in de film bestaat uit zijn activiteiten als Klassenoudste wanneer hij de eerstejaars naar de Leerlingenkamer moet begeleiden in Harry Potter en de Steen der Wijzen. In de film "Harry Potter en de Vuurbeker" komt Percy niet voor, in het boek wel. In Harry Potter en de Halfbloed Prins, komt hij wederom niet voor. In Harry Potter en de Relieken van de Dood, komt Percy terug aan bod in de boeken. Ook in beide delen van de film is hij te zien.

## Familie Wemel
|                    |                    |                    |                    |                    |                    |                 |                 |                   |                   |                   |                   |                   |                   |             |             |             |             |            |            |             |             | Septimus Wemel | Septimus Wemel | Septimus Wemel | Septimus Wemel | Septimus Wemel | Septimus Wemel |               |               | Cedrella Zwarts | Cedrella Zwarts | Cedrella Zwarts      | Cedrella Zwarts      | Cedrella Zwarts      | Cedrella Zwarts      |                      |                      |               |               |               |               |               |               |               |               |                                 |                                 |                                 |                                 |                                 |                                 |            |            |                               |                               |                               |                               |                               |                               |  |  |                            |                            |                            |                            |                            |                            |                      |                      |                      |                      |                      |                      |                   |                   |                   |                   |                   |                   |
|                    |                    |                    |                    |                    |                    |                 |                 |                   |                   |                   |                   |                   |                   |             |             |             |             |            |            |             |             | Septimus Wemel | Septimus Wemel | Septimus Wemel | Septimus Wemel | Septimus Wemel | Septimus Wemel |               |               | Cedrella Zwarts | Cedrella Zwarts | Cedrella Zwarts      | Cedrella Zwarts      | Cedrella Zwarts      | Cedrella Zwarts      |                      |                      |               |               |               |               |               |               |               |               |                                 |                                 |                                 |                                 |                                 |                                 |            |            |                               |                               |                               |                               |                               |                               |  |  |                            |                            |                            |                            |                            |                            |                      |                      |                      |                      |                      |                      |                   |                   |                   |                   |                   |                   |
|                    |                    |                    |                    |                    |                    |                 |                 |                   |                   |                   |                   |                   |                   |             |             |             |             |            |            |             |             |                |                |                |                |                |                |               |               |                 |                 |                      |                      |                      |                      |                      |                      |               |               |               |               |               |               |               |               |                                 |                                 |                                 |                                 |                                 |                                 |            |            |                               |                               |                               |                               |                               |                               |  |  |                            |                            |                            |                            |                            |                            |                      |                      |                      |                      |                      |                      |                   |                   |                   |                   |                   |                   |
|                    |                    |                    |                    |                    |                    |                 |                 |                   |                   |                   |                   |                   |                   |             |             |             |             |            |            |             |             |                |                |                |                |                |                |               |               |                 |                 |                      |                      |                      |                      |                      |                      |               |               |               |               |               |               |               |               |                                 |                                 |                                 |                                 |                                 |                                 |            |            |                               |                               |                               |                               |                               |                               |  |  |                            |                            |                            |                            |                            |                            |                      |                      |                      |                      |                      |                      |                   |                   |                   |                   |                   |                   |
| Apolline Delacour  | Apolline Delacour  | Apolline Delacour  | Apolline Delacour  | Apolline Delacour  | Apolline Delacour  |                 |                 | Monsieur Delacour | Monsieur Delacour | Monsieur Delacour | Monsieur Delacour | Monsieur Delacour | Monsieur Delacour |             |             |             |             |            |            |             |             | Virus Wemel    | Virus Wemel    | Virus Wemel    | Virus Wemel    | Virus Wemel    | Virus Wemel    |               |               | Arthur Wemel    | Arthur Wemel    | Arthur Wemel         | Arthur Wemel         | Arthur Wemel         | Arthur Wemel         |                      |                      | Molly Protser | Molly Protser | Molly Protser | Molly Protser | Molly Protser | Molly Protser |               |               | Gideon Protser                  | Gideon Protser                  | Gideon Protser                  | Gideon Protser                  | Gideon Protser                  | Gideon Protser                  |            |            | Fabian Protser                | Fabian Protser                | Fabian Protser                | Fabian Protser                | Fabian Protser                | Fabian Protser                |  |  |                            |                            |                            |                            |                            |                            |                      |                      |                      |                      |                      |                      |                   |                   |                   |                   |                   |                   |
| Apolline Delacour  | Apolline Delacour  | Apolline Delacour  | Apolline Delacour  | Apolline Delacour  | Apolline Delacour  |                 |                 | Monsieur Delacour | Monsieur Delacour | Monsieur Delacour | Monsieur Delacour | Monsieur Delacour | Monsieur Delacour |             |             |             |             |            |            |             |             | Virus Wemel    | Virus Wemel    | Virus Wemel    | Virus Wemel    | Virus Wemel    | Virus Wemel    |               |               | Arthur Wemel    | Arthur Wemel    | Arthur Wemel         | Arthur Wemel         | Arthur Wemel         | Arthur Wemel         |                      |                      | Molly Protser | Molly Protser | Molly Protser | Molly Protser | Molly Protser | Molly Protser |               |               | Gideon Protser                  | Gideon Protser                  | Gideon Protser                  | Gideon Protser                  | Gideon Protser                  | Gideon Protser                  |            |            | Fabian Protser                | Fabian Protser                | Fabian Protser                | Fabian Protser                | Fabian Protser                | Fabian Protser                |  |  |                            |                            |                            |                            |                            |                            |                      |                      |                      |                      |                      |                      |                   |                   |                   |                   |                   |                   |
|                    |                    |                    |                    |                    |                    |                 |                 |                   |                   |                   |                   |                   |                   |             |             |             |             |            |            |             |             |                |                |                |                |                |                |               |               |                 |                 |                      |                      |                      |                      |                      |                      |               |               |               |               |               |               |               |               |                                 |                                 |                                 |                                 |                                 |                                 |            |            |                               |                               |                               |                               |                               |                               |  |  |                            |                            |                            |                            |                            |                            |                      |                      |                      |                      |                      |                      |                   |                   |                   |                   |                   |                   |
|                    |                    |                    |                    |                    |                    |                 |                 |                   |                   |                   |                   |                   |                   |             |             |             |             |            |            |             |             |                |                |                |                |                |                |               |               |                 |                 |                      |                      |                      |                      |                      |                      |               |               |               |               |               |               |               |               |                                 |                                 |                                 |                                 |                                 |                                 |            |            |                               |                               |                               |                               |                               |                               |  |  |                            |                            |                            |                            |                            |                            |                      |                      |                      |                      |                      |                      |                   |                   |                   |                   |                   |                   |
| Gabrielle Delacour | Gabrielle Delacour | Gabrielle Delacour | Gabrielle Delacour | Gabrielle Delacour | Gabrielle Delacour |                 |                 | Fleur Delacour    | Fleur Delacour    | Fleur Delacour    | Fleur Delacour    | Fleur Delacour    | Fleur Delacour    |             |             | Bill Wemel  | Bill Wemel  | Bill Wemel | Bill Wemel | Bill Wemel  | Bill Wemel  |                |                | Charlie Wemel  | Charlie Wemel  | Charlie Wemel  | Charlie Wemel  | Charlie Wemel | Charlie Wemel |                 |                 | Percy Wemel × Audrey | Percy Wemel × Audrey | Percy Wemel × Audrey | Percy Wemel × Audrey | Percy Wemel × Audrey | Percy Wemel × Audrey |               |               | Fred Wemel    | Fred Wemel    | Fred Wemel    | Fred Wemel    | Fred Wemel    | Fred Wemel    | George Wemel × Angelique Jansen | George Wemel × Angelique Jansen | George Wemel × Angelique Jansen | George Wemel × Angelique Jansen | George Wemel × Angelique Jansen | George Wemel × Angelique Jansen |            |            | Ron Wemel × Hermelien Griffel | Ron Wemel × Hermelien Griffel | Ron Wemel × Hermelien Griffel | Ron Wemel × Hermelien Griffel | Ron Wemel × Hermelien Griffel | Ron Wemel × Hermelien Griffel |  |  | Ginny Wemel × Harry Potter | Ginny Wemel × Harry Potter | Ginny Wemel × Harry Potter | Ginny Wemel × Harry Potter | Ginny Wemel × Harry Potter | Ginny Wemel × Harry Potter |                      |                      |                      |                      |                      |                      |                   |                   |                   |                   |                   |                   |
| Gabrielle Delacour | Gabrielle Delacour | Gabrielle Delacour | Gabrielle Delacour | Gabrielle Delacour | Gabrielle Delacour |                 |                 | Fleur Delacour    | Fleur Delacour    | Fleur Delacour    | Fleur Delacour    | Fleur Delacour    | Fleur Delacour    |             |             | Bill Wemel  | Bill Wemel  | Bill Wemel | Bill Wemel | Bill Wemel  | Bill Wemel  |                |                | Charlie Wemel  | Charlie Wemel  | Charlie Wemel  | Charlie Wemel  | Charlie Wemel | Charlie Wemel |                 |                 | Percy Wemel × Audrey | Percy Wemel × Audrey | Percy Wemel × Audrey | Percy Wemel × Audrey | Percy Wemel × Audrey | Percy Wemel × Audrey |               |               | Fred Wemel    | Fred Wemel    | Fred Wemel    | Fred Wemel    | Fred Wemel    | Fred Wemel    | George Wemel × Angelique Jansen | George Wemel × Angelique Jansen | George Wemel × Angelique Jansen | George Wemel × Angelique Jansen | George Wemel × Angelique Jansen | George Wemel × Angelique Jansen |            |            | Ron Wemel × Hermelien Griffel | Ron Wemel × Hermelien Griffel | Ron Wemel × Hermelien Griffel | Ron Wemel × Hermelien Griffel | Ron Wemel × Hermelien Griffel | Ron Wemel × Hermelien Griffel |  |  | Ginny Wemel × Harry Potter | Ginny Wemel × Harry Potter | Ginny Wemel × Harry Potter | Ginny Wemel × Harry Potter | Ginny Wemel × Harry Potter | Ginny Wemel × Harry Potter |                      |                      |                      |                      |                      |                      |                   |                   |                   |                   |                   |                   |
|                    |                    |                    |                    |                    |                    |                 |                 |                   |                   |                   |                   |                   |                   |             |             |             |             |            |            |             |             |                |                |                |                |                |                |               |               |                 |                 |                      |                      |                      |                      |                      |                      |               |               |               |               |               |               |               |               |                                 |                                 |                                 |                                 |                                 |                                 |            |            |                               |                               |                               |                               |                               |                               |  |  |                            |                            |                            |                            |                            |                            |                      |                      |                      |                      |                      |                      |                   |                   |                   |                   |                   |                   |
|                    |                    |                    |                    |                    |                    |                 |                 |                   |                   |                   |                   |                   |                   |             |             |             |             |            |            |             |             |                |                |                |                |                |                |               |               |                 |                 |                      |                      |                      |                      |                      |                      |               |               |               |               |               |               |               |               |                                 |                                 |                                 |                                 |                                 |                                 |            |            |                               |                               |                               |                               |                               |                               |  |  |                            |                            |                            |                            |                            |                            |                      |                      |                      |                      |                      |                      |                   |                   |                   |                   |                   |                   |
| Victoire Wemel     | Victoire Wemel     | Victoire Wemel     | Victoire Wemel     | Victoire Wemel     | Victoire Wemel     | Dominique Wemel | Dominique Wemel | Dominique Wemel   | Dominique Wemel   | Dominique Wemel   | Dominique Wemel   | Louis Wemel       | Louis Wemel       | Louis Wemel | Louis Wemel | Louis Wemel | Louis Wemel |            |            | Molly Wemel | Molly Wemel | Molly Wemel    | Molly Wemel    | Molly Wemel    | Molly Wemel    | Lucy Wemel     | Lucy Wemel     | Lucy Wemel    | Lucy Wemel    | Lucy Wemel      | Lucy Wemel      |                      |                      | Fred Wemel           | Fred Wemel           | Fred Wemel           | Fred Wemel           | Fred Wemel    | Fred Wemel    | Roxanne Wemel | Roxanne Wemel | Roxanne Wemel | Roxanne Wemel | Roxanne Wemel | Roxanne Wemel |                                 |                                 | Roos Wemel                      | Roos Wemel                      | Roos Wemel                      | Roos Wemel                      | Roos Wemel | Roos Wemel | Hugo Wemel                    | Hugo Wemel                    | Hugo Wemel                    | Hugo Wemel                    | Hugo Wemel                    | Hugo Wemel                    |  |  | James Sirius Potter Jr.    | James Sirius Potter Jr.    | James Sirius Potter Jr.    | James Sirius Potter Jr.    | James Sirius Potter Jr.    | James Sirius Potter Jr.    | Albus Severus Potter | Albus Severus Potter | Albus Severus Potter | Albus Severus Potter | Albus Severus Potter | Albus Severus Potter | Lily Loena Potter | Lily Loena Potter | Lily Loena Potter | Lily Loena Potter | Lily Loena Potter | Lily Loena Potter |

## Trivia
- Percy haalt 12 S.L.IJ.M.B.A.L.-len (Schriftelijke Loftuiting wegens IJver, Magische Bekwaamheid en Algeheel Leervermogen).

- Percy nam in Harry Potter en de geheime kamer vijf punten af voor Griffoendor, terwijl hij nog maar een klasoudste was en alleen hoofdmonitoren en docenten dat mogen.